# Ức chế miễn dịch
Ức chế miễn dịch là giảm kích hoạt hoặc hiệu quả của hệ thống miễn dịch.  Một số phần của chính hệ thống miễn dịch có tác dụng ức chế miễn dịch đối với các bộ phận khác của hệ thống miễn dịch, và ức chế miễn dịch có thể xảy ra như một phản ứng bất lợi đối với việc điều trị các tình trạng khác.
Nói chung, việc ức chế miễn dịch gây ra có chủ ý được thực hiện để làm cơ thể từ chối việc cấy ghép nội tạng.  Ngoài ra, nó được sử dụng để điều trị bệnh ghép so với vật chủ sau ghép tủy xương hoặc điều trị các bệnh tự miễn dịch như lupus ban đỏ hệ thống, viêm khớp dạng thấp, hội chứng Sjögren hoặc bệnh Crohn.  Điều này thường được thực hiện bằng thuốc, nhưng có thể liên quan đến phẫu thuật (cắt lách), huyết tương, hoặc bức xạ.  Một người đang bị ức chế miễn dịch, hoặc có hệ thống miễn dịch yếu vì một số lý do khác (hóa trị hoặc HIV), được cho là bị suy giảm miễn dịch.  

## Ức chế miễn dịch có chủ ý

Azathioprine

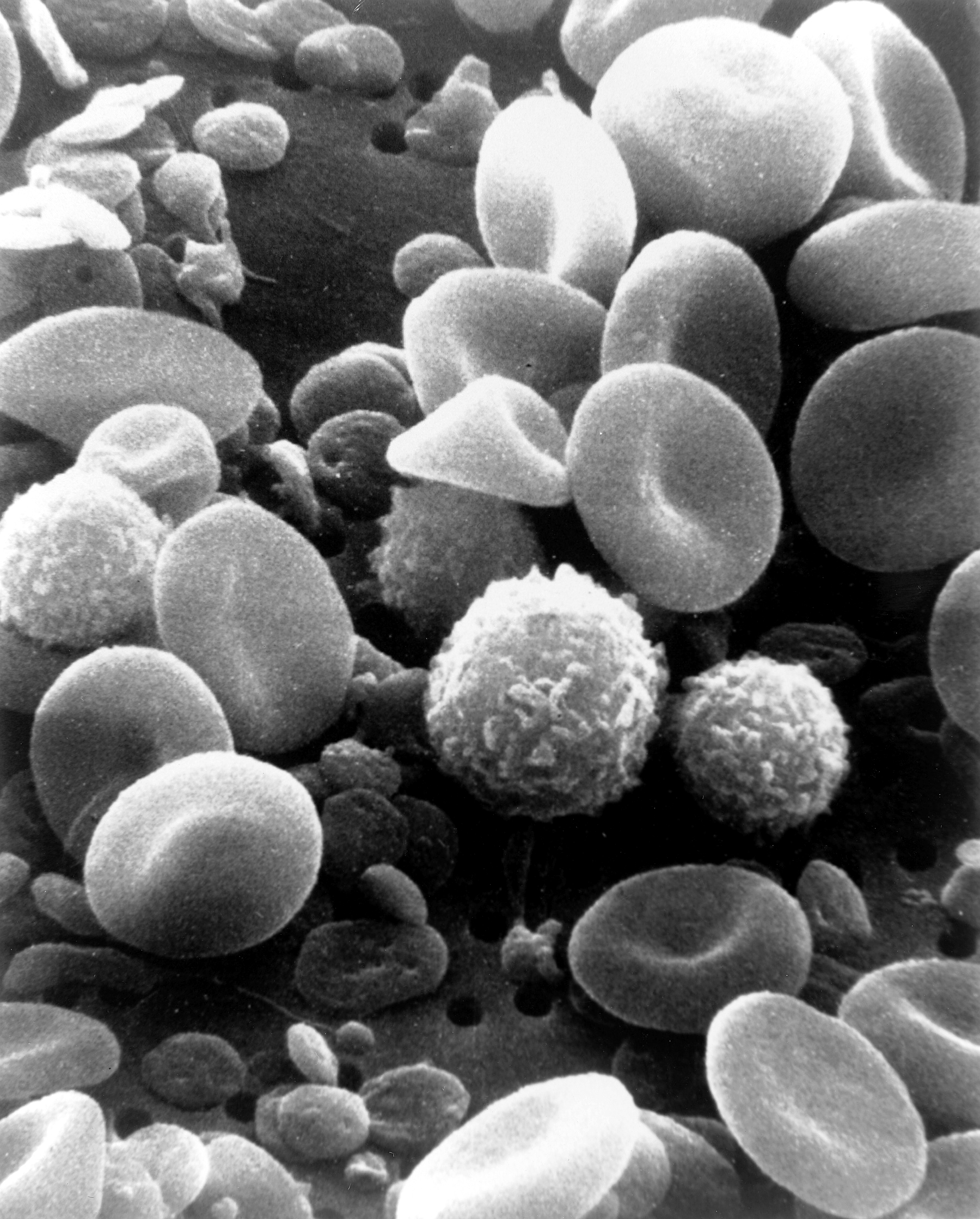
Bạch cầu (và hồng cầu)

Quản lý thuốc ức chế miễn dịch là phương pháp chính gây ức chế miễn dịch do chú ỷ, trong trường hợp tối ưu, thuốc ức chế miễn dịch chỉ nhắm vào bất kỳ thành phần tăng động nào của hệ miễn dịch , trong suốt lịch sử của mình, xạ trị đã được sử dụng để làm giảm sức mạnh của hệ thống miễn dịch.  Tiến sĩ Joseph Murray của Bệnh viện Brigham, đã được trao Giải Nobel Sinh lý học và Y khoa năm 1990 cho công trình về ức chế miễn dịch.
Thuốc ức chế miễn dịch có khả năng gây suy giảm miễn dịch, có thể gây tăng nhạy cảm với nhiễm trùng cơ hội và giảm khả năng giám sát miễn dịch ung thư.  Thuốc ức chế miễn dịch có thể được chỉ định khi đáp ứng miễn dịch bình thường là không mong muốn, chẳng hạn như trong các bệnh tự miễn dịch.
Steroid là thuốc ức chế miễn dịch đầu tiên được xác định, nhưng tác dụng phụ của nó đã hạn chế sử dụng, azathioprine cụ thể hơn được xác định vào năm 1960, nhưng sự phát hiện ra thuốc ciclosporin vào năm 1980 (cùng với azathioprine) cho phép mở rộng cấy ghép đáng kể các cặp người cho và người nhận cũng như ứng dụng rộng rãi vào ghép phổi, ghép tụy và ghép tim.  Sau khi cấy ghép nội tạng, cơ thể sẽ gần như luôn từ chối (các) cơ quan mới do sự khác biệt của kháng nguyên bạch cầu của người giữa người cho và người nhận.  Do đó, hệ thống miễn dịch phát hiện mô mới là "ngoại lai" và cố gắng loại bỏ nó bằng cách tấn công nó với các tế bào bạch cầu, dẫn đến cái chết của mô được hiến tặng. Thuốc ức chế miễn dịch được đưa ra như một nỗ lực để ngăn chặn sự từ chối này; tác dụng phụ là cơ thể trở nên dễ bị nhiễm trùng và bị bệnh ác tính hơn.